# Paolo Maria Tua
Paolo Maria Tua (* 21. Januar 1878 in Cuneo; † 5. November 1949 in Bassano del Grappa) war ein italienischer Bibliothekar und Historiker.

## Leben
Er studierte bis 1900 Naturwissenschaften an der Universität Turin. Ab 1903 war er Lehrer an den Mittelschulen von Bassano del Grappa und außerdem Assistent an der Stadtbibliothek und am Museum. 1907 wurde er kommissarisch, 1908 endgültig Direktor der Bibliothek und des Museums und hatte diese Position bis zu seinem Tode inne.  Ab 1945/46 war außerdem Direktor des neuen städtischen naturwissenschaftlichen Gymnasiums und unterrichtete dort zunächst auch Naturwissenschaften.
Er forschte und publizierte zu den Beständen der Bibliothek, so drei Bänden der Inventari dei manoscritti delle biblioteche d’Italia (Bd. 50, 55 und 58, 1931–1934), und zur lokalen Geschichte.